# Lee (Devon)
Lee – wieś w Anglii, w hrabstwie Devon, w dystrykcie North Devon.
Miejscowość leży nad morzem, w centrum znajduje się kościół świętego Mateusza (St. Matthews Church) wybudowany w 1835 r.